# Бурундийско-руандийская граница
Граница Бурунди и Руанды — современная государственная граница между Бурунди и Руандой. 11 января 2024 года Бурунди закрыло границу с Руандой.

## История
Исторически, граница между Руандой и Бурунди была определена в колониальный период, во время правления германских и затем бельгийских колониальных администраций, но граница образовалась в 1962. Это наследие колониализма оказало влияние на этнические отношения и конфликты в регионе. Обе страны были свидетелями значительных конфликтов, наиболее заметным из которых является геноцид в Руанде в 1994 году. Конфликты того времени оказали влияние на отношения между соседними государствами, в том числе на миграцию и притоки беженцев.

#### Политические Отношения
На протяжении последних десятилетий отношения между Руандой и Бурунди были сложными. Обе страны проводили различные политики в отношении безопасности на границах, стремясь контролировать миграцию и предотвратить вторжения вооруженных группировок.

#### Экономические Связи
Граница предоставляет возможности для обмена товарами и услугами, что важно для обеих стран, учитывая их экономическую взаимозависимость.

## Населённые пункты
- Буайай
- Рюороро
- Рюкана